# Anolis danieli
Anolis danieli är en ödleart som beskrevs av  Williams 1988. Anolis danieli ingår i släktet anolisar, och familjen Polychrotidae. Inga underarter finns listade i Catalogue of Life.